# Eletti al Senato della Repubblica nelle elezioni politiche italiane del 1972
Questo elenco riporta i nomi dei senatori della VI legislatura della Repubblica Italiana dopo le elezioni politiche del 1972 suddivisi per circoscrizione.
| Circoscrizione        | Lista                                         | Eletto                         | Collegio                             |
| --------------------- | --------------------------------------------- | ------------------------------ | ------------------------------------ |
| Piemonte              | Democrazia Cristiana                          | Giovanni Boano                 | Asti                                 |
| Piemonte              | Democrazia Cristiana                          | Giovanni Giraudo               | Cuneo - Saluzzo                      |
| Piemonte              | Democrazia Cristiana                          | Adolfo Sarti                   | Alba                                 |
| Piemonte              | Democrazia Cristiana                          | Giuseppe Pella                 | Mondovì                              |
| Piemonte              | Democrazia Cristiana                          | Lucio Benaglia                 | Novara                               |
| Piemonte              | Democrazia Cristiana                          | Carlo Torelli                  | Verbano-Cusio-Ossola                 |
| Piemonte              | Democrazia Cristiana                          | Renzo Forma                    | Ivrea                                |
| Piemonte              | Democrazia Cristiana                          | Dionigi Coppo                  | Pinerolo                             |
| Piemonte              | Democrazia Cristiana                          | Ermenegildo Bertola            | Vercelli                             |
| Piemonte              | PCI - PSIUP                                   | Andrea Filippa                 | Alessandria - Tortona                |
| Piemonte              | PCI - PSIUP                                   | Carlo Galante Garrone          | Casale Monferrato - Chivasso         |
| Piemonte              | PCI - PSIUP                                   | Giuseppe Vignolo               | Acqui Terme - Novi Ligure            |
| Piemonte              | PCI - PSIUP                                   | Franco Antonicelli             | Susa                                 |
| Piemonte              | PCI - PSIUP                                   | Ugo Pecchioli                  | Torino Dora Oltre Stura Collina      |
| Piemonte              | PCI - PSIUP                                   | Pietro Germano                 | Vercelli                             |
| Piemonte              | PCI - PSIUP                                   | Pietro Secchia                 | Biella                               |
| Piemonte              | Partito Socialista Italiano                   | Alberto Cipellini              | Cuneo - Saluzzo                      |
| Piemonte              | Partito Socialista Italiano                   | Alessandro Bermani             | Novara                               |
| Piemonte              | Partito Socialista Italiano                   | Francesco Albertini            | Verbano-Cusio-Ossola                 |
| Piemonte              | Partito Liberale Italiano                     | Giuseppe Balbo                 | Mondovì                              |
| Piemonte              | Partito Liberale Italiano                     | Manlio Brosio                  | Torino Centro                        |
| Piemonte              | Partito Socialista Democratico Italiano       | Luigi Buzio                    | Acqui Terme - Novi Ligure            |
| Piemonte              | Partito Socialista Democratico Italiano       | Giuseppe Barbera               | Biella                               |
| Piemonte              | Movimento Sociale Italiano - Destra Nazionale | Armando Plebe                  | Torino Centro                        |
| Lombardia             | Democrazia Cristiana                          | Giovanni Battista Scaglia      | Bergamo                              |
| Lombardia             | Democrazia Cristiana                          | Giuseppe Belotti               | Clusone                              |
| Lombardia             | Democrazia Cristiana                          | Nullo Biaggi                   | Treviglio                            |
| Lombardia             | Democrazia Cristiana                          | Giacomo Samuele Mazzoli        | Breno                                |
| Lombardia             | Democrazia Cristiana                          | Fermo Mino Martinazzoli        | Brescia                              |
| Lombardia             | Democrazia Cristiana                          | Faustino Zugno                 | Chiari                               |
| Lombardia             | Democrazia Cristiana                          | Fabiano De Zan                 | Salò                                 |
| Lombardia             | Democrazia Cristiana                          | Ubaldo De Ponti                | Como                                 |
| Lombardia             | Democrazia Cristiana                          | Tommaso Morlino                | Lecco                                |
| Lombardia             | Democrazia Cristiana                          | Mario Martinelli               | Cantù                                |
| Lombardia             | Democrazia Cristiana                          | Vincenzo Vernaschi             | Cremona                              |
| Lombardia             | Democrazia Cristiana                          | Narciso Franco Patrini         | Crema                                |
| Lombardia             | Democrazia Cristiana                          | Luigi Noè                      | Abbiategrasso                        |
| Lombardia             | Democrazia Cristiana                          | Ettore Calvi                   | Rho                                  |
| Lombardia             | Democrazia Cristiana                          | Vittorio Pozzar                | Monza                                |
| Lombardia             | Democrazia Cristiana                          | Giovanni Marcora               | Vimercate                            |
| Lombardia             | Democrazia Cristiana                          | Camillo Ripamonti              | Lodi                                 |
| Lombardia             | Democrazia Cristiana                          | Athos Valsecchi                | Sondrio                              |
| Lombardia             | Democrazia Cristiana                          | Pio Alessandrini               | Varese                               |
| Lombardia             | Democrazia Cristiana                          | Pierino Azimonti               | Busto Arsizio                        |
| Lombardia             | PCI - PSIUP                                   | Giuseppe Garoli                | Cremona                              |
| Lombardia             | PCI - PSIUP                                   | Tullia Romagnoli Carettoni     | Mantova                              |
| Lombardia             | PCI - PSIUP                                   | Agostino Zavattini             | Ostiglia                             |
| Lombardia             | PCI - PSIUP                                   | Mario Venanzi                  | Milano V                             |
| Lombardia             | PCI - PSIUP                                   | Lelio Basso                    | Milano VI                            |
| Lombardia             | PCI - PSIUP                                   | Ada Valeria Ruhl Bonazzola     | Abbiategrasso                        |
| Lombardia             | PCI - PSIUP                                   | Modesto Gaetano Merzario       | Rho                                  |
| Lombardia             | PCI - PSIUP                                   | Guido Venegoni                 | Vimercate                            |
| Lombardia             | PCI - PSIUP                                   | Rodolfo Pietro Bollini         | Lodi                                 |
| Lombardia             | PCI - PSIUP                                   | Giorgio Piero Piovano          | Voghera                              |
| Lombardia             | PCI - PSIUP                                   | Armando Cossutta               | Vigevano                             |
| Lombardia             | PCI - PSIUP                                   | Renato Cebrelli                | Pavia                                |
| Lombardia             | Partito Socialista Italiano                   | Giuseppe Grossi                | Cremona                              |
| Lombardia             | Partito Socialista Italiano                   | Renato Colombo                 | Ostiglia                             |
| Lombardia             | Partito Socialista Italiano                   | Agostino Viviani               | Abbiategrasso                        |
| Lombardia             | Partito Socialista Italiano                   | Edoardo Catellani              | Sondrio                              |
| Lombardia             | Partito Socialista Italiano                   | Paolo Cavezzali                | Varese                               |
| Lombardia             | Partito Socialista Italiano                   | Michele Zuccalà                | Busto Arsizio                        |
| Lombardia             | Movimento Sociale Italiano - Destra Nazionale | Gastone Nencioni               | Milano I                             |
| Lombardia             | Movimento Sociale Italiano - Destra Nazionale | Giorgio Pisanò                 | Milano III                           |
| Lombardia             | Partito Liberale Italiano                     | Giorgio Bergamasco             | Milano I                             |
| Lombardia             | Partito Liberale Italiano                     | Arturo Robba                   | Milano II                            |
| Lombardia             | Partito Socialista Democratico Italiano       | Egidio Ariosto                 | Salò                                 |
| Lombardia             | Partito Socialista Democratico Italiano       | Virginio Bertinelli            | Como                                 |
| Lombardia             | Partito Repubblicano Italiano                 | Giovanni Spadolini             | Milano I                             |
| Trentino-Alto Adige   | Democrazia Cristiana                          | Paolo Berlanda                 | Trento                               |
| Trentino-Alto Adige   | Democrazia Cristiana                          | Giovanni Spagnolli             | Rovereto                             |
| Trentino-Alto Adige   | Democrazia Cristiana                          | Remo Segnana                   | Pergine Valsugana                    |
| Trentino-Alto Adige   | Democrazia Cristiana                          | Luigi Dalvit                   | Mezzolombardo                        |
| Trentino-Alto Adige   | Democrazia Cristiana                          | Luigi Candido Rosati           | Bolzano                              |
| Trentino-Alto Adige   | Südtiroler Volkspartei                        | Peter Brugger                  | Bolzano                              |
| Trentino-Alto Adige   | Südtiroler Volkspartei                        | Karl Zanon                     | Bressanone                           |
| Veneto                | Democrazia Cristiana                          | Arnaldo Colleselli             | Belluno                              |
| Veneto                | Democrazia Cristiana                          | Giuseppe Bettiol               | Padova                               |
| Veneto                | Democrazia Cristiana                          | Fernando De Marzi              | Este                                 |
| Veneto                | Democrazia Cristiana                          | Luigi Carraro                  | Cittadella                           |
| Veneto                | Democrazia Cristiana                          | Giuseppe Caron                 | Treviso                              |
| Veneto                | Democrazia Cristiana                          | Antonio Mazzarolli             | Vittorio Veneto - Montebelluna       |
| Veneto                | Democrazia Cristiana                          | Maria Pia Dal Canton           | Conegliano Veneto - Oderzo           |
| Veneto                | Democrazia Cristiana                          | Eugenio Gatto                  | Mirano                               |
| Veneto                | Democrazia Cristiana                          | Luciano Dal Falco              | Verona I                             |
| Veneto                | Democrazia Cristiana                          | Guido Gonella                  | Verona Collina                       |
| Veneto                | Democrazia Cristiana                          | Dino Limoni                    | Verona Pianura                       |
| Veneto                | Democrazia Cristiana                          | Renato Treu                    | Vicenza                              |
| Veneto                | Democrazia Cristiana                          | Giorgio Oliva                  | Schio                                |
| Veneto                | Democrazia Cristiana                          | Onorio Cengarle                | Bassano del Grappa                   |
| Veneto                | PCI - PSIUP                                   | Adelio Albarello               | Rovigo                               |
| Veneto                | PCI - PSIUP                                   | Cesare Marangoni               | Adria                                |
| Veneto                | PCI - PSIUP                                   | Giuseppe Samonà                | Venezia                              |
| Veneto                | PCI - PSIUP                                   | Ivone Chinello                 | Chioggia                             |
| Veneto                | Partito Socialista Italiano                   | Paolo Licini                   | Belluno                              |
| Veneto                | Partito Socialista Italiano                   | Augusto Talamona               | San Donà di Piave                    |
| Veneto                | Partito Socialista Democratico Italiano       | Walter Garavelli               | Treviso                              |
| Veneto                | Movimento Sociale Italiano - Destra Nazionale | Giovanni Lanfrè                | Venezia                              |
| Veneto                | Partito Liberale Italiano                     | Augusto Premoli                | Venezia                              |
| Friuli-Venezia Giulia | Democrazia Cristiana                          | Mario Toros                    | Cividale del Friuli                  |
| Friuli-Venezia Giulia | Democrazia Cristiana                          | Gustavo Montini                | Pordenone                            |
| Friuli-Venezia Giulia | Democrazia Cristiana                          | Luigi Burtulo                  | Tolmezzo                             |
| Friuli-Venezia Giulia | Democrazia Cristiana                          | Guglielmo Pelizzo              | Udine                                |
| Friuli-Venezia Giulia | PCI - PSIUP                                   | Silvano Bacicchi               | Gorizia                              |
| Friuli-Venezia Giulia | PCI - PSIUP                                   | Paolo Sema                     | Trieste II                           |
| Friuli-Venezia Giulia | Partito Socialista Italiano                   | Bruno Lepre                    | Tolmezzo                             |
| Liguria               | Democrazia Cristiana                          | Raoul Zaccari                  | Imperia                              |
| Liguria               | Democrazia Cristiana                          | Franco Varaldo                 | Savona                               |
| Liguria               | Democrazia Cristiana                          | Carlo Pastorino                | Genova IV                            |
| Liguria               | Democrazia Cristiana                          | Giorgio Bo                     | Chiavari                             |
| Liguria               | Democrazia Cristiana                          | Ettore Spora                   | La Spezia                            |
| Liguria               | PCI - PSIUP                                   | Nedo Canetti                   | Imperia                              |
| Liguria               | PCI - PSIUP                                   | Giovanni Battista Urbani       | Savona                               |
| Liguria               | PCI - PSIUP                                   | Gelasio Adamoli                | Genova I                             |
| Liguria               | PCI - PSIUP                                   | Carlo Cavalli                  | Genova II                            |
| Liguria               | PCI - PSIUP                                   | Flavio Luigi Bertone           | La Spezia                            |
| Liguria               | Partito Socialista Italiano                   | Francesco Fossa                | Genova III                           |
| Emilia-Romagna        | PCI - PSIUP                                   | Michele La Placa               | Bologna II                           |
| Emilia-Romagna        | PCI - PSIUP                                   | Ettore Rotelli                 | Bologna III - Imola                  |
| Emilia-Romagna        | PCI - PSIUP                                   | Luigi Ferranti                 | Ferrara                              |
| Emilia-Romagna        | PCI - PSIUP                                   | Dario Guidi                    | Portomaggiore                        |
| Emilia-Romagna        | PCI - PSIUP                                   | Rimini                         |                                      |
| Emilia-Romagna        | PCI - PSIUP                                   | Renato Ascari Raccagni         | Forlì - Faenza                       |
| Emilia-Romagna        | PCI - PSIUP                                   | Alessandro Goldoni             | Modena                               |
| Emilia-Romagna        | PCI - PSIUP                                   | Giorgio Ascari                 | Carpi                                |
| Emilia-Romagna        | PCI - PSIUP                                   | Mario Li Vigni                 | Ravenna                              |
| Emilia-Romagna        | PCI - PSIUP                                   | Lidio Artioli                  | Reggio Emilia                        |
| Emilia-Romagna        | PCI - PSIUP                                   | Protogene Veronesi             | Castelnovo ne' Monti - Sassuolo      |
| Emilia-Romagna        | Democrazia Cristiana                          | Elio Assirelli                 | Forlì - Faenza                       |
| Emilia-Romagna        | Democrazia Cristiana                          | Mario Baldini                  | Modena                               |
| Emilia-Romagna        | Democrazia Cristiana                          | Gino Cacchioli                 | Borgotaro - Salsomaggiore            |
| Emilia-Romagna        | Democrazia Cristiana                          | Furio Farabegoli               | Piacenza                             |
| Emilia-Romagna        | Democrazia Cristiana                          | Alberto Spigaroli              | Fiorenzuola d'Arda - Fidenza         |
| Emilia-Romagna        | Democrazia Cristiana                          | Giuseppe Medici                | Castelnovo ne' Monti - Sassuolo      |
| Emilia-Romagna        | Partito Socialista Italiano                   | Giuseppe Tortora               | Portomaggiore                        |
| Emilia-Romagna        | Partito Socialista Italiano                   | Gaetano Arfé                   | Parma                                |
| Emilia-Romagna        | Partito Socialista Democratico Italiano       | Franco Tedeschi                | Portomaggiore                        |
| Emilia-Romagna        | Movimento Sociale Italiano - Destra Nazionale | Franco Mariani                 | Bologna I                            |
| Emilia-Romagna        | Partito Repubblicano Italiano                 | Michele Cifarelli              | Ravenna                              |
| Toscana               | PCI - PSIUP                                   | Franco Del Pace                | Montevarchi                          |
| Toscana               | PCI - PSIUP                                   | Dante Rossi                    | Firenze II                           |
| Toscana               | PCI - PSIUP                                   | Evaristo Sgherri               | Firenze III                          |
| Toscana               | PCI - PSIUP                                   | Mario Fabiani                  | Prato                                |
| Toscana               | PCI - PSIUP                                   | Torquato Fusi                  | Grosseto                             |
| Toscana               | PCI - PSIUP                                   | Umberto Terracini              | Livorno                              |
| Toscana               | PCI - PSIUP                                   | Antonino Maccarrone            | Volterra                             |
| Toscana               | PCI - PSIUP                                   | Franco Calamandrei             | Pistoia                              |
| Toscana               | PCI - PSIUP                                   | Fazio Fabbrini                 | Siena                                |
| Toscana               | Democrazia Cristiana                          | Alfredo Moneti                 | Arezzo                               |
| Toscana               | Democrazia Cristiana                          | Giuseppe Bartolomei            | Montevarchi                          |
| Toscana               | Democrazia Cristiana                          | Giuseppe Vedovato              | Firenze I                            |
| Toscana               | Democrazia Cristiana                          | Mario Santi                    | Prato                                |
| Toscana               | Democrazia Cristiana                          | Arturo Pacini                  | Lucca                                |
| Toscana               | Democrazia Cristiana                          | Giuseppe Togni                 | Viareggio                            |
| Toscana               | Democrazia Cristiana                          | Alberto Del Nero               | Massa-Carrara                        |
| Toscana               | Partito Socialista Italiano                   | Silvano Signori                | Grosseto                             |
| Toscana               | Partito Socialista Italiano                   | Giovanni Pieraccini            | Viareggio                            |
| Toscana               | Movimento Sociale Italiano - Destra Nazionale | Valerio De Sanctis             | Firenze I                            |
| Toscana               | Partito Socialista Democratico Italiano       | Carmelo Latino                 | Grosseto                             |
| Umbria                | PCI - PSIUP                                   | Dario Valori                   | Perugia II                           |
| Umbria                | PCI - PSIUP                                   | Gustavo Corba                  | Città di Castello                    |
| Umbria                | PCI - PSIUP                                   | Raffaele Rossi                 | Terni                                |
| Umbria                | Democrazia Cristiana                          | Giuseppe Ermini                | Perugia I                            |
| Umbria                | Democrazia Cristiana                          | Giancarlo De Carolis           | Foligno - Spoleto                    |
| Umbria                | Democrazia Cristiana                          | Romolo Tiberi                  | Orvieto                              |
| Umbria                | Partito Socialista Italiano                   | Luciano Fabio Stirati          | Città di Castello                    |
| Marche                | Democrazia Cristiana                          | Francesco Merloni              | Jesi - Senigallia                    |
| Marche                | Democrazia Cristiana                          | Giovanni Venturi               | Urbino                               |
| Marche                | Democrazia Cristiana                          | Rodolfo Tambroni Armaroli      | Macerata                             |
| Marche                | Democrazia Cristiana                          | Alfredo Scipioni               | Ascoli Piceno                        |
| Marche                | PCI - PSIUP                                   | Cleto Boldrini                 | Jesi - Senigallia                    |
| Marche                | PCI - PSIUP                                   | Aldo Bianchi                   | Pesaro - Fano                        |
| Marche                | PCI - PSIUP                                   | Emidio Bruni                   | Urbino                               |
| Marche                | Partito Socialista Italiano                   | Achille Corona                 | Ancona                               |
| Lazio                 | Democrazia Cristiana                          | Emanuele Lisi                  | Frosinone                            |
| Lazio                 | Democrazia Cristiana                          | Ignazio Vincenzo Senese        | Sora - Cassino                       |
| Lazio                 | Democrazia Cristiana                          | Mario Costa                    | Latina                               |
| Lazio                 | Democrazia Cristiana                          | Marzio Bernardinetti           | Rieti                                |
| Lazio                 | Democrazia Cristiana                          | Franca Falcucci                | Roma VIII                            |
| Lazio                 | Democrazia Cristiana                          | Pietro Micara                  | Velletri                             |
| Lazio                 | Democrazia Cristiana                          | Alberto Folchi                 | Tivoli                               |
| Lazio                 | Democrazia Cristiana                          | Onio Della Porta               | Viterbo                              |
| Lazio                 | PCI - PSIUP                                   | Paolo Bufalini                 | Roma III                             |
| Lazio                 | PCI - PSIUP                                   | Edoardo Romano Perna           | Roma IV                              |
| Lazio                 | PCI - PSIUP                                   | Olivio Mancini                 | Roma VI                              |
| Lazio                 | PCI - PSIUP                                   | Ernesto Salzano                | Roma VII                             |
| Lazio                 | PCI - PSIUP                                   | Roberto Maffioletti            | Velletri                             |
| Lazio                 | PCI - PSIUP                                   | Italo Maderchi                 | Tivoli                               |
| Lazio                 | PCI - PSIUP                                   | Enzo Modica                    | Civitavecchia                        |
| Lazio                 | PCI - PSIUP                                   | Adriano Ossicini               | Viterbo                              |
| Lazio                 | Movimento Sociale Italiano - Destra Nazionale | Mario Tedeschi                 | Roma I                               |
| Lazio                 | Movimento Sociale Italiano - Destra Nazionale | Giorgio Bacchi                 | Roma II                              |
| Lazio                 | Movimento Sociale Italiano - Destra Nazionale | Giovanni Artieri               | Roma V                               |
| Lazio                 | Movimento Sociale Italiano - Destra Nazionale | Michele Pazienza               | Roma VIII                            |
| Lazio                 | Partito Socialista Italiano                   | Giacinto Minnocci              | Sora - Cassino                       |
| Lazio                 | Partito Socialista Italiano                   | Italo Viglianesi               | Rieti                                |
| Lazio                 | Partito Socialista Democratico Italiano       | Dante Schietroma               | Frosinone                            |
| Lazio                 | Partito Liberale Italiano                     | Umberto Bonaldi                | Roma I                               |
| Lazio                 | Partito Repubblicano Italiano                 | Claudio Venanzetti             | Roma I                               |
| Abruzzo               | Democrazia Cristiana                          | Angelo De Luca                 | Chieti                               |
| Abruzzo               | Democrazia Cristiana                          | Giuseppe Spataro               | Lanciano - Vasto                     |
| Abruzzo               | Democrazia Cristiana                          | Achille Accili                 | L'Aquila - Sulmona                   |
| Abruzzo               | Democrazia Cristiana                          | Giuseppe Fracassi              | Avezzano                             |
| Abruzzo               | PCI - PSIUP                                   | Francesco Paolo D'Angelosante  | Pescara                              |
| Abruzzo               | PCI - PSIUP                                   | Claudio Ferrucci               | Teramo                               |
| Abruzzo               | Partito Socialista Italiano                   | Domenico Buccini               | Avezzano                             |
| Molise                | Democrazia Cristiana                          | Remo Sammartino                | Campobasso - Isernia                 |
| Molise                | Democrazia Cristiana                          | Girolamo La Penna              | Larino                               |
| Campania              | Democrazia Cristiana                          | Vincenzo Barra                 | Avellino                             |
| Campania              | Democrazia Cristiana                          | Salverino De Vito              | Sant'Angelo dei Lombardi             |
| Campania              | Democrazia Cristiana                          | Alfonso Tanga                  | Benevento - Ariano Irpino            |
| Campania              | Democrazia Cristiana                          | Cristoforo Ricci               | Cerreto Sannita                      |
| Campania              | Democrazia Cristiana                          | Giuseppe Santonastaso          | Caserta                              |
| Campania              | Democrazia Cristiana                          | Mattia Coppola                 | Santa Maria Capua Vetere - Aversa    |
| Campania              | Democrazia Cristiana                          | Giacinto Bosco                 | Piedimonte Matese - Sessa Aurunca    |
| Campania              | Democrazia Cristiana                          | Silvio Gava                    | Castellammare di Stabia              |
| Campania              | Democrazia Cristiana                          | Alfonso Tesauro                | Salerno                              |
| Campania              | Democrazia Cristiana                          | Pietro Colella                 | Nocera Inferiore                     |
| Campania              | Democrazia Cristiana                          | Peppino Manente Comunale       | Sala Consilina - Vallo della Lucania |
| Campania              | PCI - PSIUP                                   | Francesco Lugnano              | Santa Maria Capua Vetere - Aversa    |
| Campania              | PCI - PSIUP                                   | Gaspare Papa                   | Napoli I                             |
| Campania              | PCI - PSIUP                                   | Nicola Corretto                | Napoli V                             |
| Campania              | PCI - PSIUP                                   | Gerardo Chiaromonte            | Napoli VI                            |
| Campania              | PCI - PSIUP                                   | Pietro Valenza                 | Afragola                             |
| Campania              | PCI - PSIUP                                   | Carlo Fermariello              | Castellammare di Stabia              |
| Campania              | PCI - PSIUP                                   | Angelo Abenante                | Torre del Greco                      |
| Campania              | Movimento Sociale Italiano - Destra Nazionale | Pietro Pistolese               | Napoli I                             |
| Campania              | Movimento Sociale Italiano - Destra Nazionale | Fernando Tanucci Nannini       | Napoli II                            |
| Campania              | Movimento Sociale Italiano - Destra Nazionale | Gaetano Fiorentino             | Napoli III                           |
| Campania              | Movimento Sociale Italiano - Destra Nazionale | Giuseppe Basadonna             | Napoli V                             |
| Campania              | Movimento Sociale Italiano - Destra Nazionale | Mario De Fazio                 | Salerno                              |
| Campania              | Partito Socialista Italiano                   | Manlio Rossi Doria             | Sant'Angelo dei Lombardi             |
| Campania              | Partito Socialista Italiano                   | Aldo Cucinelli                 | Cerreto Sannita                      |
| Campania              | Partito Socialista Italiano                   | Mario Vignola                  | Eboli                                |
| Campania              | Partito Socialista Democratico Italiano       | Aniello Giuliano               | Sala Consilina - Vallo della Lucania |
| Campania              | Partito Repubblicano Italiano                 | Biagio Pinto                   | Sala Consilina - Vallo della Lucania |
| Campania              | Partito Liberale Italiano                     | Salvatore Valitutti            | Eboli                                |
| Puglia                | Democrazia Cristiana                          | Vito Rosa                      | Bitonto                              |
| Puglia                | Democrazia Cristiana                          | Luigi Russo                    | Monopoli                             |
| Puglia                | Democrazia Cristiana                          | Wladimiro Curatolo             | Foggia - San Severo                  |
| Puglia                | Democrazia Cristiana                          | Mario Follieri                 | Lucera                               |
| Puglia                | Democrazia Cristiana                          | Luigi Barbaro                  | Cerignola                            |
| Puglia                | Democrazia Cristiana                          | Giulio Orlando                 | Martina Franca                       |
| Puglia                | Democrazia Cristiana                          | Alessandro Agrimi              | Lecce                                |
| Puglia                | Democrazia Cristiana                          | Giorgio De Giuseppe            | Gallipoli - Galatina                 |
| Puglia                | Democrazia Cristiana                          | Francesco Ferrari              | Tricase                              |
| Puglia                | PCI - PSIUP                                   | Domenico Borraccino            | Barletta - Trani                     |
| Puglia                | PCI - PSIUP                                   | Raffaele Gadaleta              | Molfetta                             |
| Puglia                | PCI - PSIUP                                   | Michele Calia                  | Altamura                             |
| Puglia                | PCI - PSIUP                                   | Antonio Mari                   | Lucera                               |
| Puglia                | PCI - PSIUP                                   | Pasquale Specchio              | Cerignola                            |
| Puglia                | PCI - PSIUP                                   | Nicola De Falco                | Taranto                              |
| Puglia                | Movimento Sociale Italiano - Destra Nazionale | Araldo di Crollalanza          | Bari                                 |
| Puglia                | Movimento Sociale Italiano - Destra Nazionale | Giuseppe Pepe                  | Foggia - San Severo                  |
| Puglia                | Movimento Sociale Italiano - Destra Nazionale | Domenico Latanza               | Taranto                              |
| Puglia                | Partito Socialista Italiano                   | Tommaso Avezzano Comes         | Monopoli                             |
| Puglia                | Partito Socialista Italiano                   | Salvatore De Matteis           | Tricase                              |
| Puglia                | Partito Socialista Democratico Italiano       | Silvio Cirielli                | Altamura                             |
| Basilicata            | Democrazia Cristiana                          | Carmelo Francesco Salerno      | Tricarico                            |
| Basilicata            | Democrazia Cristiana                          | Decio Scardaccione             | Corleto Perticara                    |
| Basilicata            | Democrazia Cristiana                          | Bonaventura Picardi            | Lagonegro                            |
| Basilicata            | Democrazia Cristiana                          | Vincenzo Leggieri              | Melfi                                |
| Basilicata            | PCI - PSIUP                                   | Angelo Ziccardi                | Matera                               |
| Basilicata            | PCI - PSIUP                                   | Ignazio Petrone                | Melfi                                |
| Basilicata            | Partito Socialista Italiano                   | Domenico Pittella              | Lagonegro                            |
| Calabria              | Democrazia Cristiana                          | Elio Tiriolo                   | Catanzaro                            |
| Calabria              | Democrazia Cristiana                          | Antonino Murmura               | Vibo Valentia                        |
| Calabria              | Democrazia Cristiana                          | Domenico Gaudio                | Cosenza                              |
| Calabria              | Democrazia Cristiana                          | Gennaro Cassiani               | Castrovillari - Paola                |
| Calabria              | Democrazia Cristiana                          | Francesco Smurra               | Rossano                              |
| Calabria              | PCI - PSIUP                                   | Pasquale Poerio                | Crotone                              |
| Calabria              | PCI - PSIUP                                   | Armando Scarpino               | Lamezia Terme                        |
| Calabria              | PCI - PSIUP                                   | Umile Peluso                   | Cosenza                              |
| Calabria              | PCI - PSIUP                                   | Emilio Argiroffi               | Palmi                                |
| Calabria              | Movimento Sociale Italiano - Destra Nazionale | Carmelo Dinaro                 | Palmi                                |
| Calabria              | Movimento Sociale Italiano - Destra Nazionale | Ciccio Franco                  | Reggio Calabria                      |
| Calabria              | Partito Socialista Italiano                   | Luigi Bloise                   | Rossano                              |
| Sicilia               | Democrazia Cristiana                          | Arcangelo Russo                | Caltanissetta                        |
| Sicilia               | Democrazia Cristiana                          | Giovanni Cassarino             | Piazza Armerina                      |
| Sicilia               | Democrazia Cristiana                          | Mario Scelba                   | Acireale                             |
| Sicilia               | Democrazia Cristiana                          | Gioacchino Attaguile           | Caltagirone                          |
| Sicilia               | Democrazia Cristiana                          | Carmelo Santalco               | Barcellona Pozzo di Gotto            |
| Sicilia               | Democrazia Cristiana                          | Luigi Genovese                 | Patti                                |
| Sicilia               | Democrazia Cristiana                          | Domenico Arcudi                | Partinico - Monreale                 |
| Sicilia               | Democrazia Cristiana                          | Giuseppe Cerami                | Palermo II                           |
| Sicilia               | Democrazia Cristiana                          | Antonio Pecoraro               | Corleone - Bagheria                  |
| Sicilia               | Democrazia Cristiana                          | Vincenzo Carollo               | Termini Imerese - Cefalù             |
| Sicilia               | Democrazia Cristiana                          | Giuseppe La Rosa               | Ragusa                               |
| Sicilia               | PCI - PSIUP                                   | Salvatore Di Benedetto         | Agrigento                            |
| Sicilia               | PCI - PSIUP                                   | Vincenzo Gatto                 | Sciacca                              |
| Sicilia               | PCI - PSIUP                                   | Napoleone Colajanni            | Piazza Armerina                      |
| Sicilia               | PCI - PSIUP                                   | Nicolò Cipolla                 | Ragusa                               |
| Sicilia               | PCI - PSIUP                                   | Antonino Piscitello            | Siracusa                             |
| Sicilia               | PCI - PSIUP                                   | Giuseppe Pellegrino            | Trapani                              |
| Sicilia               | PCI - PSIUP                                   | Ludovico Corrao                | Alcamo                               |
| Sicilia               | Movimento Sociale Italiano - Destra Nazionale | Cristoforo Filetti             | Acireale                             |
| Sicilia               | Movimento Sociale Italiano - Destra Nazionale | Biagio Pecorino                | Catania I                            |
| Sicilia               | Movimento Sociale Italiano - Destra Nazionale | Antonino La Russa              | Catania II                           |
| Sicilia               | Movimento Sociale Italiano - Destra Nazionale | Uberto Bonino                  | Messina                              |
| Sicilia               | Movimento Sociale Italiano - Destra Nazionale | Benedetto Majorana             | Palermo I                            |
| Sicilia               | Partito Socialista Italiano                   | Domenico Segreto               | Sciacca                              |
| Sicilia               | Partito Socialista Italiano                   | Luigi Arnone                   | Caltanissetta                        |
| Sicilia               | Partito Socialista Italiano                   | Eugenio Marotta                | Messina                              |
| Sicilia               | Partito Liberale Italiano                     | Francesco Arena                | Messina                              |
| Sicilia               | Partito Repubblicano Italiano                 | Luigi Mazzei                   | Corleone - Bagheria                  |
| Sicilia               | Partito Socialista Democratico Italiano       | Domenico Peritore              | Agrigento                            |
| Sardegna              | Democrazia Cristiana                          | Lucio Abis                     | Oristano                             |
| Sardegna              | Democrazia Cristiana                          | Giosuè Ligios                  | Nuoro                                |
| Sardegna              | Democrazia Cristiana                          | Francesco Deriu                | Sassari                              |
| Sardegna              | Democrazia Cristiana                          | Pietro Pala                    | Tempio - Ozieri                      |
| Sardegna              | PCI - PSIUP - PSd'AZ                          | Pietro Pinna                   | Cagliari                             |
| Sardegna              | PCI - PSIUP - PSd'AZ                          | Daverio Clementino Giovannetti | Iglesias                             |
| Sardegna              | PCI - PSIUP - PSd'AZ                          | Ignazio Pirastu                | Nuoro                                |
| Sardegna              | Movimento Sociale Italiano - Destra Nazionale | Enrico Endrich                 | Cagliari                             |
| Sardegna              | Partito Socialista Italiano                   | Giuseppe Ferralasco            | Iglesias                             |
| Valle d'Aosta         | DC - RV - UV - PSDI                           | Oreste Marcoz                  | Aosta                                |